# 김영배 (1967년)
김영배(金永培, 1967년 3월 8일~)는 대한민국의 정치인으로, 제21·22대 국회의원이다. 2010년부터 2018년까지 서울 성북구청장을 지냈으며, 더불어민주당 최고위원(2021. 5.~2022. 3.)을 지냈다.

## 생애
부산광역시 금정구(출생 당시 부산직할시 동래구)출신으로, 브니엘고등학교를 졸업하고, 1993년 고려대학교 정치외교학과를 졸업하였다. 대학 재학 중에는 정경대학 학생회장을 역임하였고, 1991년에는 서총련 집행위원장을 맡아 1991년 대한민국 민주화 시위 정국에서 학생운동에 참여하였다.
1995년 1회 지방선거에서 민선 성북구청장 선거를 치렀고, 이후 당선된 성북구청창 비서실에 들어가 1997년 전국 최연소 구청장 비서실장이 되었다. 1998년 2회 지방선거에서는 구청장 선거 캠프를 지휘하여 서울지역 최다득표 차 승리를 기록하였다.
2001년 미국 시라큐스대학교로 유학을 떠나, 2002년에는 행정학 석사를 취득하고 귀국, 귀국 후 노무현 대통령후보 신계륜비서실장실의 보좌관으로 대선캠프에 입성하여 12월 19일 대선 승리에 기여하였다.
노무현 대통령 취임 후 청와대에 들어가 행정관으로 재직, 2007년 5월 정책기획위원회 비서관(1급 상당)으로 승진하였고, 8월에는 남북정상회담의 실무를 맡는 행사기획비서관으로 발령이나 성공적으로 행사를 치루게 된다.
2007년 11월 총선 출마를 위해 청와대를 나와 성북구 갑에서 정치인생을 새로 시작하게 된다. 2008년 국회의원 총선거 출마를 위해 성북구 갑 국회의원 예비후보로 도전하였으나, 당내경선 과정에서 고배를 마셨다. 이후 7월 전당대회에서 안희정 최고위원을 당선시키는데 기여를 하고, 더좋은민주주의연구소(소장 안희정)의 기획실장과 한국미래발전연구원 선임기획위원을 맡아 일을 하며 고려대학교 정책대학원 박사과정에 입학한다.
2009년 노무현 대통령 서거 당시 봉하에 내려가 노 전대통령 빈소 조문 실무책임을 맡아 100만명의 조문객을 맞아들였다. 이후 노무현 대통령의 정신을 계승하고자 만들어진 ‘시민주권(대표 이해찬)’의 사무처장을 맡아 지방선거 승리를 위한 5+4에 주도적으로 참여하였으며, 한명숙 전총리 공동대책위 상황실장을 맡아 활동을 했다.
2009년 2월 19일 민주당 성북구청장 예비후보로 성북구선거관리위원회에 등록하고, 예비후보로 활동을 하다가 2010년 7월 95,951표를 얻어 한나라당 서찬교 후보를 꺾고 성북구청장으로 당선되었다.
서울시 구청장협의회 사무총장, 전국 사회연대경제 지방정부협의회 사무총장을 맡아 활동하였다.  
2014년 지방선거에서 124,555표로 민선 6기 성북구청장으로 재선되었다.
2018년 민선 7기 지방선거에 출마하지 않고, 2018년 7월부터 문재인 대통령 비서실의 정책조정 비서관, 민정비서관으로 2019년 8월까지 일했다.
2020년 제21대 국회의원으로 당선되어 더불어민주당 원내부대표, 당대표 정무실장 등 요직을 맡았으며 국회 행정안전위원회 위원과 국회 운영위원회 위원으로 활동하였고 2021년 국회 법제사법위원회로 사보임하여 활동중이다.
2020년 더불어민주당 2020더혁신위원회 위원으로 활동하였으며 더불어민주당 부동산TF 위원, 국가균형발전특위 위원, 더불어민주당 필수노동자 TF단장 등의 활동을 했다.
2021년 5월 초선의원으로 더불어민주당 최고위원에 출마하여 당선되었다
2021년 5월 더불어민주당 재정분권특별위원장으로 임명되었고, 더불어민주당 산업재해예방FT단장으로 활동하였다.

## 학력
- 금정중학교 졸업
- 브니엘고등학교 졸업
- 고려대학교 정치외교학 학사
- 고려대학교 정책대학원 도시및지방행정 석사
- 시러큐스대학교 맥스웰행정대학원 행정학 석사
- 고려대학교 대학원 정치외교학 박사수료

## 경력
- 1995년~2001년: 진영호 서울특별시 성북구청장 비서실장
- 2002년: 새천년민주당 대통령선거대책위원회 노무현 대통령 후보 신계륜 비서실장실 보좌관
- 2002년: 새천년민주당 노무현 대통령 당선자 신계륜 비서실장실 보좌관
- 2003년: 대통령비서실 정무,민정,정책조정비서관실 행정관
- 2007년: 대통령비서실 행사기획비서관
- 2007년: 대통령비서실 정책기획위원회 비서관
- 2008년: 제18대 국회의원 선거 서울 성북구 갑 통합민주당 국회의원 예비후보
- 2009년: 시민주권 사무처장
- 2009년: 사람사는세상 노무현재단 기획위원
- 2009년: 민주당 중앙위원
- 2010년 6월 2일: 제5회 전국동시지방선거 당선(민선 5기, 서울특별시 성북구청장, 민주당, 초선)
- 2010년 7월~2014년 6월: 제40대 서울특별시 성북구청장(민선 5기, 민주당→민주통합당→민주당→새정치민주연합)
- 2012년 6월: 서울특별시 구청장협의회 사무총장
- 2013년 3월: 전국 사회연대경제 지방정부협의회 사무총장
- 2014년 6월 4일: 제6회 전국동시지방선거 당선(민선 6기, 서울특별시 성북구청장, 새정치민주연합, 재선)
- 2014년 7월~2018년 6월: 제41대 서울특별시 성북구청장(민선 6기, 새정치민주연합→더불어민주당)
- 2014년 10월~2017년 3월: 전국 사회연대경제 지방정부협의회 회장
- 2015년 9월~2017년 7월: 유니세프 한국위원회 아동친화도시 추진 지방정부협의회 회장
- 2016년 7월~2018년 6월: 더불어민주당 전국자치분권민주지도자회의 상임대표
- 2017년 12월~2018년 7월: 전국자치분권개헌 추진본부 상임대표
- 2018년 1월~2018년 7월: 민주연구원 부원장
- 2018년 3월~2018년 7월: 대통령직속 국가균형발전위원회 민간위원
- 2018년 8월~2019년 1월: 대통령비서실 정책실 정책조정비서관
- 2019년 1월~2019년 8월: 대통령비서실 민정수석실 민정비서관
- 2019년 9월~2020년 5월: 대통령직속 국가균형발전위원회 전략기획위원회 위원장
- 2020년 4월 15일: 대한민국 제21대 국회의원 선거 당선(서울 성북구 갑, 더불어민주당, 초선)
- 2020년 5월~: 더불어민주당 서울특별시당 성북구 갑 지역위원회 위원장
- 2020년 5월~2020년 8월: 더불어민주당 원내부대표
- 2020년 6월: 포럼 자치와균형 사무총장
- 2020년 8월~2021년 4월: 더불어민주당 이낙연 당대표 정무실장
- 2020년 11월~: 민주주의 4.0 연구원 감사
- 2020년 12월~2021년 5월: 더불어민주당 2020 더혁신위원회 위원
- 2020년 12월: 더불어민주당 필수노동자TF 단장
- 2021년 5월~2022년 3월: 더불어민주당 최고위원
- 2021년 5월~: 더불어민주당 재정분권특별위원회 위원장
- 2021년 5월~: 더불어민주당.산업재해예방TF 단장
- 2022년 10월~: 더불어민주당 전통문화발전특별위원회 위원장
- 2022년 10월~: 더불어민주당 정책위원회 상임부의장
- 2023년 1월~2025년 1월: 더불어민주당 종교특별위원회 위원장
- 2023년 5월~2023년 9월: 더불어민주당 박광온 원내대표 정책특보
- 2024년 4월 10일: 대한민국 제22대 국회의원 선거 당선(서울 성북구 갑, 더불어민주당, 재선)
- 2024년 7월~: 더불어민주당 정책위원회 외교통일 정책조정위원장

### 의정 활동
- 2020년 5월 30일~2024년 5월 29일: 제21대 국회의원(서울 성북구 갑, 더불어민주당, 초선)
  - 2020년 6월~2021년 5월: 제21대 국회 전반기 행정안전위원회 위원
  - 2020년 6월~2020년 9월: 제21대 국회 전반기 운영위원회 위원
  - 2020년 7월~2022년 8월: 제21대 국회공직자윤리위원회 위원
  - 2020년 7월~2024년 5월: 한중차세대리더포럼 구성의원
  - 2021년 5월~2022년 2월: 제21대 국회 전반기 법제사법위원회 위원
  - 2021년 9월~2021년 9월: 제21대 국회 대법관(오경미) 임명동의에 관한 인사청문특별위원회 위원
  - 2021년 12월~2022년 6월: 제21대 국회 정치개혁 특별위원회 간사
  - 2022년 1월~2022년 12월: 제21대 국회 2030 부산세계박람회 유치지원 특별위원회 위원
  - 2022년 2월~2022년 3월: 제21대 국회 전반기 문화체육관광위원회 위원
  - 2022년 3월~2022년 5월: 제21대 국회 전반기 법제사법위원회 위원
  - 2022년 7월~2023년 4월: 제21대 국회 후반기 국방위원회 위원
  - 2022년 7월~2023년 5월: 제21대 국회 후반기 예산결산특별위원회 위원
  - 2022년 8월~2023년 6월: 제21대 국회 정치개혁 특별위원회 위원
  - 2022년 12월~2023년 12월: 제21대 국회 2030 부산세계박람회 유치지원 특별위원회 간사
  - 2023년 4월~2024년 5월: 제21대 국회 후반기 법제사법위원회 위원
  - 2023년 5월~2023년 10월: 제21대 국회 후반기 국회운영위원회 위원
  - 2023년 6월~2024년 5월: 제21대 국회 정치개혁 특별위원회 간사
- 2024년 5월 30일~: 제22대 국회의원(서울 성북구 갑, 더불어민주당, 재선)
  - 2024년 6월~: 제22대 국회 전반기 외교통일위원회 간사
  - 2025년 7월~: 제22대 국회 전반기 국회운영위원회 위원

## 역대 선거 결과
|  | 47.57% |

|  | 55.22% |

|  | 60.90% |

|  | 55.68% |

## 소속 정당
| 소속 정당 | 소속 정당      | 소속 기간 | 비고      |
| --------- | -------------- | --------- | --------- |
|           | 민주당         | 1995      | 정계 입문 |
|           | 무소속         | 1995      | 탈당      |
|           | 새정치국민회의 | 1995~2000 | 창당      |
|           | 새천년민주당   | 2000~2003 | 합당      |
|           | 무소속         | 2003~2007 | 탈당      |
|           | 대통합민주신당 | 2007~2008 | 입당      |
|           | 통합민주당     | 2008      | 합당      |
|           | 민주당         | 2008~2011 | 당명 변경 |
|           | 민주통합당     | 2011~2013 | 합당      |
|           | 민주당         | 2013~2014 | 당명 변경 |
|           | 새정치민주연합 | 2014~2015 | 합당      |
|           | 더불어민주당   | 2015~2018 | 당명 변경 |
|           | 무소속         | 2018~2019 | 탈당      |
|           | 더불어민주당   | 2019~현재 | 복당      |

## 저서
- 《님은 갔지만 보내지 아니하였습니다》, 공저, 책공방우공이산, 2010, ISBN 978-89-964027-0-1
- 《작은 민주주의 친환경 무상급식》, 너울북, 2011, ISBN 978-89-953693-8-8
- 《동네 안에 국가 있다》, 백산출판사, 2013, ISBN 978-89-6183-732-3
- 《작은 민주주의, 사람의 마을》, 너울북, 2014, ISBN 978-89-967380-9-1
- 《마을민주주의 시대 마을공화국》, 백산출판사, 2018 ISBN 979-11-5763-379-1
- 《정치의 반전을 꿈꾸다》, 공저, 비타베아타, 2019 ISBN 979-11-5706-182-2

## 가족
덕성여대 민주동문회 회장을 역임한 부인 이지현과의 사이에 1남 1녀를 두고 있다.

## 같이 보기
- 서울 성북구의 국회의원
- 성북구 갑
- 성북구청장